# ジャン＝マルク・フェレリ
ジャン＝マルク・フェレリ（フランス語: Jean-Marc Ferreri、1962年12月26日-）は、フランス・シャルリュー出身の元サッカー選手、現役時のポジションは攻撃的MF。

## 略歴
フランス代表として1982年8月31日のポルトガル戦で代表デビューし、1990年11月17日のアルバニア戦までの間、通算37試合に出場、3ゴールを挙げた。
1984年のUEFA欧州選手権では2試合に出場して優勝を果たした。1986年のメキシコワールドカップでは4試合に出場し、3位決定戦のベルギー戦で1ゴールを決め、チームは3位に入賞した。

## タイトル

### 代表
UEFA欧州選手権 : 1984
1986 FIFAワールドカップ : 3位

### クラブ
- AJオセール :

リーグ・ドゥ :1979-80
- ボルドー

トロフェ・デ・シャンピオン : 1985
リーグ・アン : 1986-87
クープ・ドゥ・フランス : 1986-87

- マルセイユ

UEFAチャンピオンズ・リーグ : 1992-93
リーグ・ドゥ : 1994-95